# Caren Lay

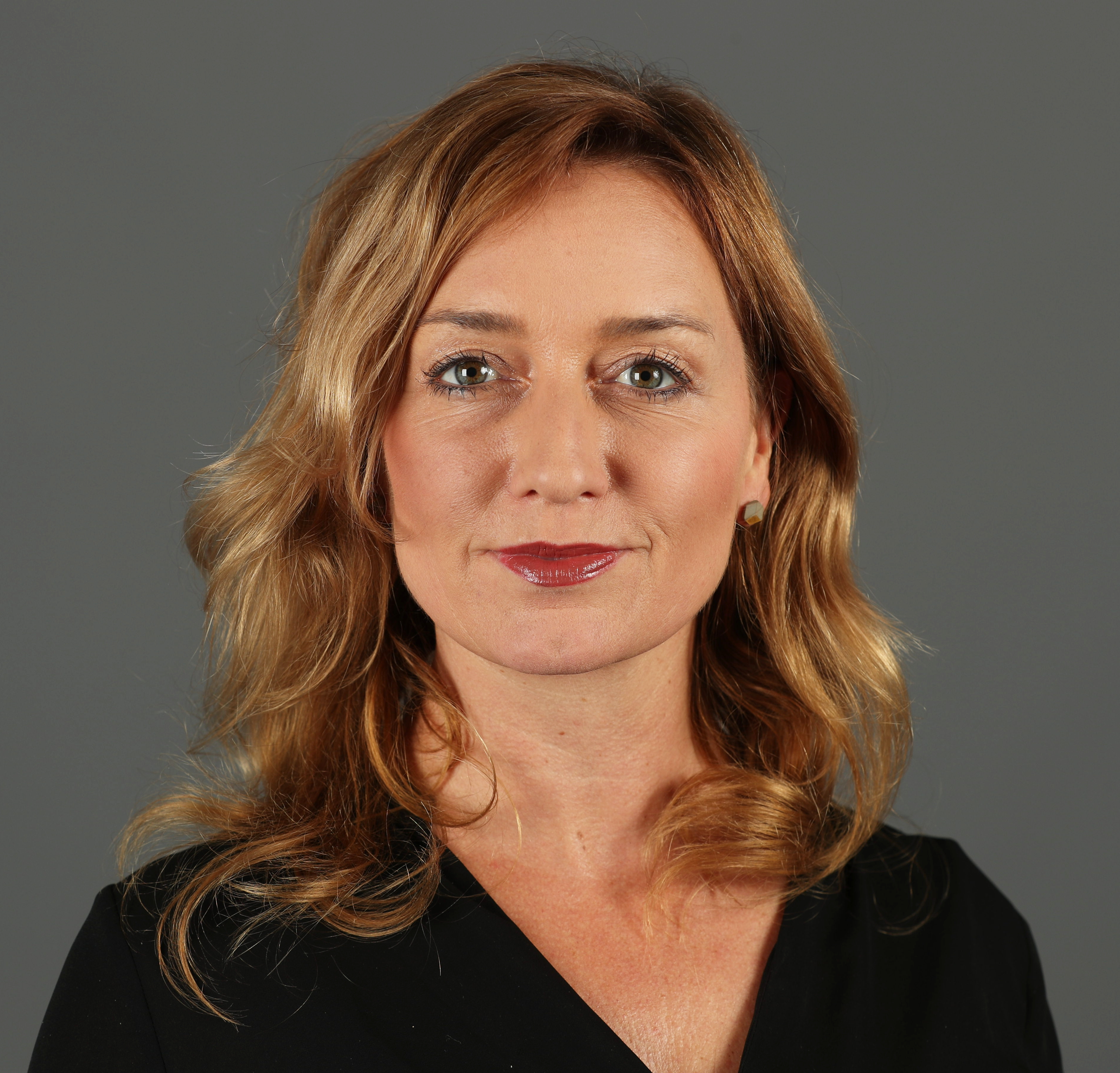
Caren Lay (2020)

Caren Nicole Lay (* 11. Dezember 1972 in Neuwied) ist eine deutsche Politikerin (Die Linke). Sie ist seit 2009 Mitglied des Bundestags und war von 2013 bis 2021 stellvertretende Vorsitzende der Linksfraktion im Bundestag. Sie ist Sprecherin ihrer Fraktion für Mieten-, Bau- und Wohnungspolitik sowie für Clubpolitik. Von 2012 bis 2018 war sie eine der stellvertretenden Vorsitzenden ihrer Partei.

## Leben und Beruf
Nach dem Abitur in Andernach absolvierte sie ein Studium der Soziologie mit den Schwerpunkten Politikwissenschaft und Frauenforschung an der Philipps-Universität Marburg und der Johann Wolfgang Goethe-Universität Frankfurt am Main sowie in Pennsylvania (USA). Nach ihrem Abschluss als Diplom-Soziologin war sie zunächst von 1999 bis 2000 Lehrbeauftragte an der FU Berlin und von 2000 bis 2003 parlamentarisch-wissenschaftliche Beraterin in der PDS-Fraktion im Sächsischen Landtag in Dresden. Danach wechselte sie für die damals verantwortliche Bundesministerin Renate Künast als Redenschreiberin in das Ministerium für Verbraucherschutz, Ernährung und Landwirtschaft. Im Zuge der Proteste gegen die Agenda 2010 der rot-grünen Bundesregierung trat Lay 2004 der PDS bei.

## Abgeordnete

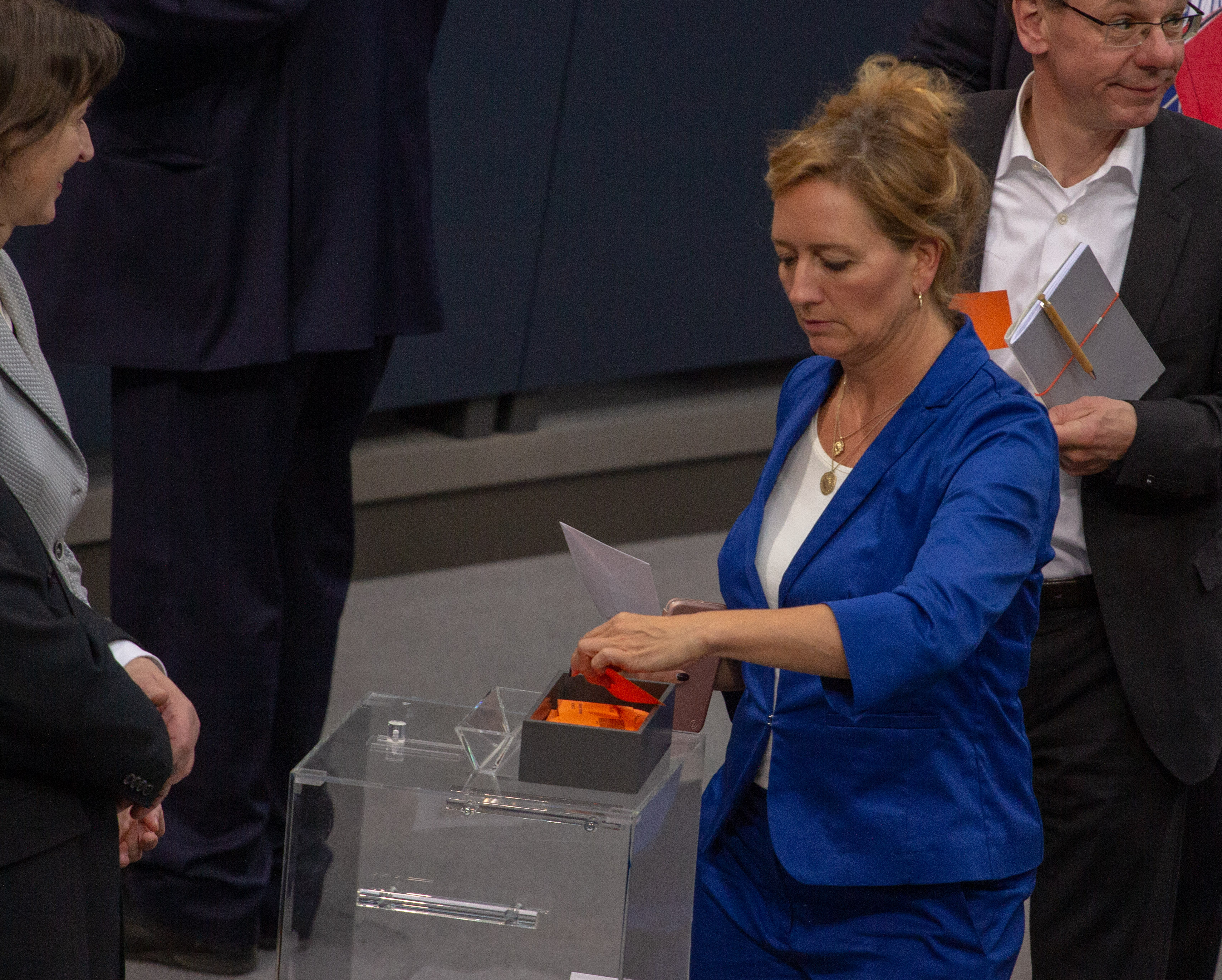
Caren Lay (2019)

### Mitglied des Sächsischen Landtages (2004 bis 2009)
Lay war von 2004 bis 2009 Mitglied des Sächsischen Landtags, stellvertretende Fraktionsvorsitzende der Linksfraktion.PDS und arbeitsmarktpolitische Sprecherin. Dazu war sie von 2007 bis 2009 Parlamentarische Geschäftsführerin der Fraktion. Darüber hinaus war sie dort Mitglied des Präsidiums, Mitglied des Ausschusses für Wirtschaft, Arbeit und Verkehr sowie Obfrau im 2. Untersuchungsausschuss zur Korruptionsaffäre und Obfrau der 1. Enquête-Kommission zur Demografischen Entwicklung.

### Mitglied des Bundestages (seit 2009)
Seit 2009 ist Caren Lay Mitglied des Deutschen Bundestages. Sie wurde über die Landesliste Sachsen in den Deutschen Bundestag gewählt. Die Partei stellte sie im Januar 2013 als eine ihrer acht Spitzenkandidaten auf. Im Oktober 2013 wurde sie stellvertretende Fraktionsvorsitzende und Leiterin des Arbeitskreises „Struktur und Regionalpolitik“. Von 2009 bis Ende 2015 war sie verbraucherpolitische Sprecherin ihrer Fraktion. Seit Januar 2016 ist Lay Sprecherin für Mieten-, Bau- und Wohnungspolitik der Fraktion Die Linke im Bundestag. Nach der Bundestagswahl 2017 wurde sie als stellvertretende Fraktionsvorsitzende gewählt.
Im März 2014 hob der Bundestag ihre Immunität auf, damit die Staatsanwaltschaft Dresden gegen sie weiter ermitteln konnte; Lay hatte sich 2011 an einer Blockade gegen eine Nazi-Demonstration in Dresden beteiligt. Lay und ihr ebenfalls betroffener Fraktionskollege Michael Leutert lehnten eine Strafverfolgung als rechtswidrig ab unter Verweis auf ein Gutachten des Wissenschaftlichen Dienstes des Bundestages, nach dem das sächsische Versammlungsgesetz wegen eines Formfehlers zum Tatzeitpunkt nicht gültig und das Bundesgesetz für die Demonstrierenden nicht anwendbar gewesen sei. Der Immunitätsausschuss folgte dieser Auffassung nicht. Am 12. Februar 2015 stellte die Staatsanwaltschaft Dresden das Verfahren ohne Auflagen oder Zahlungen mit der Begründung ein, dass die Schuld gering erscheine.
Am 12. November 2019 bewarb sich Lay erfolglos um die Nachfolge Sahra Wagenknechts als Co-Fraktionsvorsitzende der Linken-Bundestagsfraktion. Sie unterlag in einer Kampfabstimmung Amira Mohamed Ali mit 29 zu 36 Stimmen.
Im 20. Deutschen Bundestag war Lay Obfrau der Fraktion Die Linke im Ausschuss für Bau, Wohnen, Stadtentwicklung und Kommunen.
Im 21. Deutschen Bundestag ist Lay Vorsitzende des Ausschusses für Wohnen, Stadtentwicklung, Bauwesen und Kommunen. Zudem ist sie stellvertretendes Mitglied im Ausschuss für die Angelegenheiten der Europäischen Union und im Ausschuss für Recht und Verbraucherschutz.

## Außerparlamentarische Arbeit

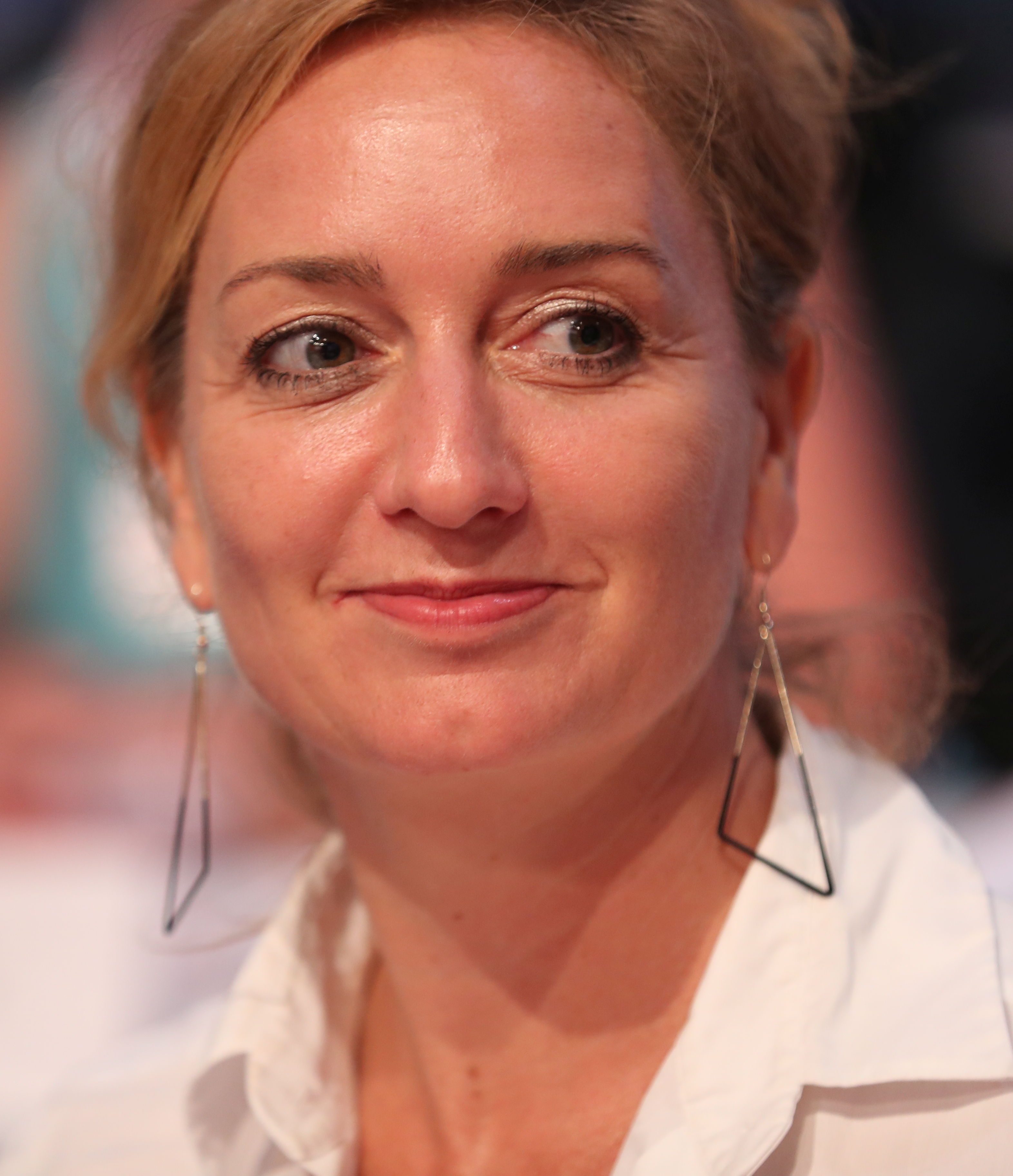
Lay auf dem Bundesparteitag 2018 in Leipzig

Von 2007 bis 2018 war sie Mitglied des Parteivorstandes der Partei Die Linke. Lay war von 2010 bis 2012 Bundesgeschäftsführerin und danach von 2012 bis 2018 stellvertretende Vorsitzende ihrer Partei. Bei der Neuwahl des Parteivorstandes im Juni 2018 verzichtete sie auf eine erneute Kandidatur mit dem Hinweis, sich auf die Arbeit als stellvertretende Fraktionsvorsitzende im Bundestag konzentrieren zu wollen.
Lay gilt als Vertreterin des liberalen, undogmatischen Spektrums ihrer Partei. Im Herbst 2006 initiierte sie gemeinsam mit Katja Kipping die Gründung der Emanzipatorischen Linken.
2007 schloss sie sich der Strömung Forum demokratischer Sozialismus (FDS) an. Auf dem Bundeskongress im April 2008 wurde sie neben Stefan Liebich und Inga Nitz zu einer der drei Sprecher des Forums gewählt. Nach ihrer Nominierung als Bundesgeschäftsführerin im Jahr 2010 gab sie diesen Posten auf. Später trat sie aus dem FDS aus.
Im Vorfeld des Göttinger Bundesparteitages 2012 plädierte sie gemeinsam mit Katja Kipping, Katharina Schwabedissen, Jan van Aken und Thomas Nord für einen „Dritten Weg“ jenseits des reformorientierten und traditionellen Flügels der Linken.
Caren Lay ist Mitglied der Gewerkschaft ver.di, des Deutschen Mieterbundes, des Naturschutzverbandes BUND, der Rosa-Luxemburg-Stiftung, der VVN-BdA, Attac, des Netzwerks Mieten und Wohnen und des Alpenvereins.
Auf TikTok veröffentlicht Lay Videos, indem sie unter anderem rappt. Ihre Videos erhalten regelmäßig mehrere Millionen Aufrufe.

## Publikationen
Im August 2022 erschien ihr erstes Buch „Wohnopoly – Wie die Immobilienspekulation das Land spaltet und was wir dagegen tun können“ im Westendverlag. Lay beschreibt darin, wie die Mietenkrise in Deutschland durch politische Fehlentscheidungen begünstigt wurde und warum keine ausreichenden Maßnahmen gegen steigende Mieten ergriffen werden. Neben einem Sündenregister der deutschen Wohnungspolitik ist im Buch eine Analyse zu Deutschland als Geldwäscheparadies, der Macht der Immobilienlobby und ein Manifest für eine bessere Mietenpolitik enthalten.
Laut dem Präsidenten des Deutschen Mieterbundes, Lukas Siebenkotten macht Lay in ihrem Buch „‚eindrucksvoll klar, wie wichtig es ist, dass alle, die sich für bezahlbares Wohnen und die Rechte der Mieter*innen einsetzen, angesichts der übermächtigen Gegenseite unbedingt zusammenarbeiten sollten, weil sie sonst keine Chance hätten‘. Das Buch möge viele Leser*innen gewinnen, ‚die an klaren Positionen interessiert sind‘, so Siebenkotten“.

## Politische Positionen
Caren Lay ist Mietenpolitikerin und seit 2016 Sprecherin für Mieten-, Bau- und Wohnungspolitik der Fraktion Die Linke im Bundestag.
Caren Lay wirbt für ein rot-rot-grünes Regierungsbündnis auf Bundesebene. Gemeinsam mit Abgeordneten von SPD, Bündnis 90/Die Grünen und der Linksfraktion im Bundestag organisierte sie 2019 mehrere Treffen des „Trialog für eine progressive Politik“.
Lay fordert, dass der Bund ein öffentliches Wohnungsbauprogramm nach dem Wiener Modell auflegen solle. Mit jährlich 10 Milliarden Euro solle der Bund den sozialen, gemeinnützigen, kommunalen und genossenschaftlichen Wohnungsbau fördern. Jährlich sollen so 250.000 neue Sozialwohnungen entstehen. Außerdem sollen Kommunen ehemals öffentliche Wohnungen rekommunalisieren. In vier Jahren sollen so insgesamt 1,5 Millionen neue und bezahlbare Wohnungen entstehen. Lay meint, dass mit solch einem Wohnungsbauprogramm eine „Trendwende auf dem Wohnungsmarkt“ eingeleitet werden könne. Sie ist außerdem der Auffassung, dass der Bund selber günstige Wohnungen mit langfristiger Sozialbindung bauen sollte
Lay setzt sich dafür ein, dass öffentlicher Boden nicht mehr privatisiert wird. Öffentliche Grundstücke sollten nur noch mit Erbbaurecht vergeben werden. Sie setzt sich dafür ein, dass in Deutschland eine neue Mietenbewegung aufgebaut wird, die Druck auf die Bundesregierung ausübt. In diesem Zuge beteiligte sie sich an den Protesten gegen den Wohngipfel der Bundesregierung und dem alternativen Wohngipfel im September 2018. Lay tritt für die Wiedereinführung der Wohnungsgemeinnützigkeit ein. Damit gemeinwohlorientierte Bauträger mit Investitionszulagen steuerlich gefördert werden, wenn sie dafür dauerhaft preisgünstige Mietwohnungen errichten.
Als Bundesgeschäftsführerin initiierte sie im Frühjahr 2012 eine „mietenpolitische Offensive“ der Linkspartei.
Sie beteiligt sich regelmäßig an Protesten gegen Demonstrationen Rechtsextremer, so auch 2011 an einer Blockade gegen den jährlichen „Trauermarsch“ in Dresden. Ihre Bürgerbüros in Bautzen und Hoyerswerda wurden bereits mehrere Male angegriffen. Für sie ist der Kampf gegen den Rechtsruck „eine der vordringlichsten Aufgaben der Linken, ja der gesamten aufgeklärten Gesellschaft“.
Als Bautznerin mit westdeutschen Wurzeln setzt sich Lay für eine andere Wirtschafts- und Strukturpolitik für Ostdeutschland ein. Sie setzt sich für eine sozialökologisch verträgliche Strukturwende in der Lausitz ein. Außerdem setzt sie sich für die Herstellung der Gleichwertigkeit der Lebensverhältnisse in Ost und West ein.
Caren Lay ist verwurzelt in der Frauenbewegung. Innerhalb ihrer Partei hat sie ein Mentoringprogramm für junge Frauen entwickelt. 2011 initiierte sie als Bundesgeschäftsführerin die Verleihung des Clara-Zetkin-Frauenpreises der Linkspartei, mit dem Projekte geehrt werden, die die Lebensbedingungen von Frauen und die Gleichstellung der Geschlechter verbessern sollen. Seither wird der Preis jährlich vergeben.
Caren Lay ist Initiatorin und Gründungsmitglied des Parlamentarischen Forums Clubkultur des Bundestags, das sich gegen Clubsterben und für die Anerkennung von Clubs als Kultur engagiert. Sie ist Vorsitzende des Beirates der Bundesstiftung Livekultur und die erste Clubpolitische Sprecherin im Deutschen Bundestag.
Im Dezember 2017 sorgte die geplante Preisverleihung an Ken Jebsen im Berliner Babylon-Kino für Kontroversen innerhalb der Linkspartei. Der Berliner Kultursenator Klaus Lederer (Die Linke) kritisierte die Preisverleihung öffentlich. Daraufhin wurde er von einigen Parteimitgliedern kritisiert. Vor der Bundesgeschäftsstelle wurde eine Kundgebung angekündigt, an der auch der ehemalige Linken-Politiker Wolfgang Gehrcke seine Teilnahme ankündigte. Auf Initiative von Caren Lay distanzierte sich der Parteivorstand der Linkspartei daraufhin unter der Überschrift „Klare Kante gegen Querfront“ in einem Antrag „unmissverständlich von Aktivitäten von Rechtspopulisten, Nationalisten, Verschwörungstheoretikern und Antisemiten, die rechtspopulistische Welterklärungsmuster und ,Querfront‘-Strategien salonfähig machen wollen“ und solidarisierte sich dagegen mit Klaus Lederer.
Caren Lay ist eine der stellvertretenden Vorsitzenden des Parlamentarischen Freundeskreises Berlin-Taipeh und nahm Anfang Oktober 2022 an einer mehrtägigen Reise einer Delegation nach Taiwan teil, der ersten solchen Reise deutscher Abgeordneter seit 2019.